# Robert Bauer
Robert Bauer (Pforzheim, 1995. április 9. –) kazahsztán származású német utánpótlás válogatott labdarúgó, aki az Arszenal Tula játékosa.

## Pályafutása

### Klubcsapatban
Pályafutását a FSV Buckenberg és a Karlsruher SC csapatában kezdte, majd 2014 nyarán az Ingolstadt 04 csapatához csatlakozott. 2014. október 31-én debütált a Bundesliga 2-ben a Fortuna Düsseldorf csapata elleni bajnokin a félidőben Alfredo Morales cseréjeként lépett pályára. 2016. augusztus 23-án aláírt a Werder Bremen csapatához. 2015. július 5-én kölcsönbe került egy szezonra a szintén német Nürnberg klubjához. 2016. augusztus 20-án légiósnak állt, miután aláírt az orosz Arszenal Tula együtteséhez.

### A válogatottban
2015-ben debütált a német U20-as labdarúgó-válogatottban és tagja volt a válogatottnak, amely részt vett a 2015-ös U20-as labdarúgó-világbajnokságon. A 2016-os olimpián ezüstérmesként zárt a válogatottal.

## Sikerei, díjai

### Klub
- Ingolstadt 04
  - Bundesliga 2: 2014–15

### Válogatott
- Németország U23
  - Olimpiai ezüstérmes: 2016